# Chrysoperla defreitasi
Chrysoperla defreitasi är en insektsart som beskrevs av Brooks 1994. Chrysoperla defreitasi ingår i släktet Chrysoperla och familjen guldögonsländor. Inga underarter finns listade i Catalogue of Life.